# Mickey's Speedway USA
Mickey's Speedway USA är ett racingspel till Nintendo 64. I spelet kör man som Musse Pigg och alla hans vänner.